# Gruzijska nogometna reprezentacija
Gruzijska nogometna reprezentacija predstavlja Gruziju u međunarodnim natjecanjima u nogometu.
Od svog nastanka, 1990., nije se uspjela kvalificirati ni na jedno Europsko ili Svjetsko prvenstvo sve do 2024. kada se kvalificirala za Europsko prvenstvo.

## Svjetska prvenstva
- 1930. – 1994. – bila dio SSSR-a
- 1998. – 2022. – nije se kvalificirala

## Europska prvenstva
- 1960. – 1992. – bila dio SSSR-a
- 1996. – 2020. – nije se kvalificirala
- 2024. – osmina finala

## Vanjske poveznice
- Gruzijski Nogometni Savez
- RSSSF arhiva rezultata od 1990.